# Gudmundur Kamban
Gudmundur Kamban, vlastním jménem Guðmundur Jónsson (8. června 1888 Álftanes – 5. května 1945 Kodaň) byl islandský dramatik, romanopisec a filmový režisér, autor známého historického románu Skálholt.

## Život
Kamban patřil k těm islandským spisovatelům, kteří odešli ze země do blízké ciziny, aby se tam pokusili literárně prorazit v přístupnějších jazycích, než je islandština. Roku 1908 si zvolil příjmení Kamban. Příležitostí se pro něj stalo kodaňské divadlo, neboť Dánsko tehdy nemělo významnějšího dramatika. Po vzoru svého předchůdce Jóhanna Sigurjónssona psal Kamban nejprve novoromantická dramata z islandského prostředí, ale brzy přešel k realističtějšímu stylu a začal se zabývat společenskými otázkami. Za ženu si vzal herečku Agnete Egeberg a měli spolu dceru, která se narodila roku 1921. Za pobytu v New Yorku ho zaujala psychologie zločinu a problematika zločinu. Zabýval se jím ve svých dalších dramatech a to z univerzálního pohledu, takže dramata byla určena mezinárodnímu publiku. Dramatem My vrazi pak zahájil sérii her o manželských problémech.
Druhým Kambanovým žánrem se stal román. I v nich se nejprve zabýval univerzální tematikou zločinu. Pak se ale pro náměty vrátil na Island. V románu Třicátá generace například s nadšením vylíčil tehdejší rozvoj Reykjavíku. Nejvíce ho však proslavily romány z islandské historie. Do této kategorie patří románová adaptace staroislandských ság o objevení Grónska a amerického kontinentu, které dal název Vidím krásnou širou zemi z roku 1936. Druhým zásadním dílem je čtyřdílný román Skálholt (1930-1935) týkající se nejprve tématu zakázané lásky dcery biskupa Brynjólfa Sveinssona (1605–1675) Ragnheidy ke knězi a pak zachycuje poslední biskupovy roky a společenské změny, kterými Island v té doby procházel.
V letech 1935–1938 žil Gudmundur Kamban v Berlíně, poté se vrátil do Kodaně, kde zemřel. Během německé okupace Dánska byl zavražděn dánskými vlastenci, kteří ho považovali za kolaboranta. Stalo se tak v restauraci za přítomnosti jeho manželky a dcery. Posmrtný proces pak prokázal jeho nevinu. Tělo zavražděného spisovatele bylo poté převezeno na Island, kde byl Kamban se všemi poctami v Reykjavíku pohřben.

## Dílo

### Divadelní hry
- Hadda Padda (1914).
- Kongeglimen (1915, Královský zápas).
- Marmor (1918, Mramor).
- Vi mordere (1920, My vrazi).
- De arabiske telte (1921, Arabské stany).
- Det sovende Hus (1925, Tichý dům).
- Ørkenes stjerner (1925, Hvězdy pouště).
- Sendiherrann frá Júpíter (1927, vyslanec z Jupiteru
- Komplekser (1941, Komplexy).

### Próza
- Ragnar Finsson (1922), román.
- Skálholt (1930–1935), čtyřdílný historický román z druhé poloviny 17. století odehrávající se na Islandu (česky jako Panna na Skálholtu a Biskup na Skálholtu). Román se skládá z dílů Jomfru Ragnheiður (1930), Mala domestica (1931), Hans Herredom (1934) a Quod felix... (1935).
- 30. generation (1933, třicátá generace, román.
- Jeg ser et stort skønt land (1936, Vidím širou a krásnou zemi), historický román z doby objevení Grónska a Ameriky Islanďany.

### Filmografie
- Hadda Padda (1924), dánský němý film podle vlastní divadelní hry, scénář a režie společně se Svendem Methlingem.[3]
- Det sovende Hus (1926, Tichý dům), dánský němý film, scénář a režie.[3][4]

## Česká vydání
- Panna na Skálholtu (Praha: Evropský literární klub 1936), přeložily Jiřina Vrtišová a Marie Rádlová-Jensenová, první dva díly románu Skálholt.
- Vidím širou a krásnou zemi (Praha: Evropský literární klub 1938), přeložily Jiřina Vrtišová a Rádlová-Jensenová.
- Panna na Skálholtu (Praha: Sfinx - Bohumil Janda 1941), přeložily Jiřina Vrtišová a Rádlová-Jensenová.
- Vidím širou a krásnou zemi (Praha: Sfinx - Bohumil Janda 1942), přeložily Jiřina Vrtišová a Rádlová-Jensenová.
- Vidím širou a krásnou zemi (Praha: Odeon 1972), přeložily Jiřina Vrtišová a Marie Rádlová-Jensenová.
- Panna na Skálholtu (Praha: Svoboda 1973), přeložily Jiřina Vrtišová a Marie Rádlová-Jensenová.
- Biskup na Skálholtu (Praha: Svoboda 1974), přeložil Radko Kejzlar, třetí a čtvrtý díl románu Skálholt.
- Panna na Skálholtu (Hořovice: Nakladatelství Mht 1995), přeložily Jiřina Vrtišová a Marie Rádlová-Jensenová.
- Biskup na Skálholtu (Hořovice: Nakladatelství Mht 1995), přeložil Radko Kejzlar.